# Eudule simulans
Eudule simulans là một loài bướm đêm trong họ Geometridae.